# Orak (Muğla)
Pour les articles homonymes, voir Orak.
L'île d'Orak (en turc Orak Adası) est une île turque de la mer Égée située dans le district de Bodrum, dans la province de Muğla, en région Égéenne. 

## Description
L'île, inhabitée, se trouve à une quinzaine de kilomètres au sud-est de Bodrum. Elle mesure environ 1 800 mètres de longueur et comporte un phare.
L'île d'Orak est un endroit idéal pour faire de la plongée sous-marine.